# Saison 1977-1978 de la LIH
Saison précédente Saison suivante
La Saison 1977-1978 est la trente-troisième saison de la ligue internationale de hockey.
Les Goaldiggers de Toledo remportent la Coupe Turner en battant les Flags de Port Huron en série éliminatoire.

## Saison régulière
Avant le début de la saison régulière, les Gems de Dayton annoncent qu'ils suspendent les activités de l'équipe, les Owls de Columbus sont vendus et transférés pour devenir les Owls de Dayton, la concession sera relocalisée durant cette même saison vers Grand Rapids. Une nouvelle équipe s'ajoute à la ligue, soit les Admirals de Milwaukee.
Apparition du trophée Ken-McKenzie remis annuellement au joueur jugé le meilleur joueur recrue de nationalité américaine.

### Classement de la saison régulière
Pour les significations des abréviations, voir Statistiques du hockey sur glace.
| Équipe              | PJ | V  | D  | N  | PTS | Bp  | Bc  |
| ------------------- | -- | -- | -- | -- | --- | --- | --- |
| Gears de Saginaw    | 80 | 40 | 28 | 12 | 92  | 360 | 278 |
| Wings de Kalamazoo  | 80 | 35 | 31 | 14 | 84  | 315 | 288 |
| Generals de Flint   | 80 | 36 | 34 | 10 | 82  | 364 | 381 |
| Flags de Port Huron | 80 | 33 | 32 | 15 | 81  | 322 | 331 |
| Mohawks de Muskegon | 80 | 27 | 42 | 11 | 65  | 290 | 322 |

| Équipe                      | PJ | V  | D  | N  | PTS | Bp  | Bc  |
| --------------------------- | -- | -- | -- | -- | --- | --- | --- |
| Komets de Fort Wayne        | 80 | 40 | 23 | 17 | 97  | 305 | 285 |
| Goaldiggers de Toledo       | 80 | 34 | 28 | 18 | 86  | 331 | 316 |
| Admirals de Milwaukee       | 80 | 27 | 38 | 15 | 69  | 257 | 299 |
| Owls de Dayton/Grand Rapids | 80 | 27 | 43 | 10 | 64  | 290 | 322 |

### Meilleurs pointeurs
Nota : PJ = Parties Jouées, B  = Buts, A = Aides, Pts = Points
| Joueur            | Équipe     | PJ | B  | A  | Pts |
| ----------------- | ---------- | -- | -- | -- | --- |
| Jim Johnston      | Flint      | 79 | 41 | 77 | 118 |
| Dan Bonar         | Fort Wayne | 79 | 47 | 61 | 108 |
| Larry Gould       | Port Huron | 80 | 36 | 69 | 105 |
| Marcel Comeau     | Saginaw    | 64 | 42 | 61 | 103 |
| Charlie Skjodt    | Mukegon    | 80 | 45 | 53 | 98  |
| Dennis Desrosiers | Saginaw    | 78 | 51 | 44 | 95  |
| Al Dumba          | Fort Wayne | 78 | 31 | 63 | 94  |
| Hector Marini     | Mukegon    | 80 | 33 | 60 | 93  |
| Mike Wanchuk      | Kalamazoo  | 80 | 45 | 47 | 92  |
| Terry Smith       | Flint      | 74 | 35 | 55 | 90  |

## Trophées remis
- Collectifs :
  - Coupe Turner (champion des séries éliminatoires) : Goaldiggers de Toledo.
  - Trophée Fred-A.-Huber (champion de la saison régulière) : Komets de Fort Wayne.
- Individuels :
  - Trophée Leo-P.-Lamoureux (meilleur pointeur) : Jim Johnston, Generals de Flint.
  - Trophée James-Gatschene (MVP) : Dan Bonar, Komets de Fort Wayne.
  - Trophée Garry-F.-Longman (meilleur joueur recrue) : Dan Bonar, Komets de Fort Wayne.
  - Trophée Ken-McKenzie (meilleur recrue américaine) : Mike Eruzione, Goaldiggers de Toledo.
  - Trophée des gouverneurs (meilleur défenseur) : Michel Lachance, Admirals de Milwaukee.
  - Trophée James-Norris (gardien avec la plus faible moyenne de buts alloués) : Pierre Chagnon et Lorne Molleken, Gears de Saginaw.